# Volta a Portugal de 1986
A 48ª edição da Volta a Portugal em Bicicleta ("Volta 86") decorreu entre os dias 24 de Julho e 16 de Agosto de 1986. Composta por um prólogo e 20 etapas, num total de 2.675 km.

## Equipas
Participaram 101 corredores de 12 equipas:
- Sporting-Laranjina C
  - 1. Marco Chagas
  - 2. Eduardo Correia
  - 3. Paulo Ferreira
  - 4. José Xavier
  - 5. Fernando Fernandes
  - 6. Alexandre Ruas
  - 7. Jacinto Paulinho
  - 8. Manuel Correia
  - 9. Joaquim Gomes
  - 10. Serafim Vieira
- Fagor
  - 11. Henri Abadie
  - 12. Christian Chaubet
  - 13. Bernard Richard
  - 14. Jean-Jacques Philipp
  - 15. René Martens
- Louletano-Construções FOL
  - 16. Alfredo Gouveia
  - 17. José Camilo
  - 18. Manuel Oliveira
  - 19. Leonel Tomás
  - 20. Nictélio Cavaco
  - 21. Francisco Camacho
  - 22. Cayn Theakston
  - 23. Chris Marshall
  - 24. Francisco da Silva
  - 25. Enzo Mezzapesa
- Boavista-Zanussi
  - 26. António Alves
  - 27. Benjamim Carvalho
  - 28. Duarte Ferreira
  - 29. Eugénio Passos
  - 30. Joaquim Neto
  - 31. José Passos
  - 32. Manuel Garcês
  - 33. Manuel Neves
  - 34. Rui Sevilha
  - 35. José Marques
- Torreense-Sicasal Carnes
  - 36. Alberto Leal
  - 37. Benedito Ferreira
  - 38. Carlos Nunes
  - 39. Fernando Ventura
  - 40.
  - 41. João Roque
  - 42. João Santos
  - 43. José Santiago
  - 44. Paulo Duque
- Tavira-Stand Custódio-Bicicletas Esmaltina
  - 45. António Pinto
  - 46. Constâncio Reis
  - 47. Carlos Gago
  - 48. João Carvalho
  - 49. Jorge Corvo
  - 50. Jorge Evangelista
  - 51. Luciano Soares
  - 52. Luís Cruz
  - 53. Raúl Matias
  - 54.
- Caloi-Pão de Açúcar
  - 56. Gabriel Sabbiao
  - 57. Gilson Alvaristo
  - 58. Marcos Mazzaron
  - 59. Fernando Louro (DNS)
  - 60. Wanderley Magalhães
  - 61. Lino Guerreiro
  - 62. Carlos Correia
  - 63. Gilson Rangel
  - 64. Paulo Jamur (DNS)
- Lousa-Trinaranjus-Akai
  - 65. Adelino Teixeira
  - 66. Américo Silva
  - 67. António Pinto
  - 68. Carlos Santos
  - 69. Fernando Carvalho
  - 70. José Poeira
  - 71. Luís Domingos
  - 72. Manuel Cunha
  - 73. Manuel Zeferino
  - 74. Vítor Rodrigues
- Garcia Joalheiro
  - 75. António Silva
  - 76. Bernardo de Sousa
  - 77. Joaquim Carvalho
  - 78. Joaquim Fernandes
  - 79. Joaquim Salgado
  - 80. João Amaro
  - 81. José Oliveira
  - 82. Manuel Abreu
  - 83. Marino Fonseca
- Olhanense-Sucol
  - 84. António Martim
  - 85. António Castro
  - 86. Gaspar Gonçalves
  - 87. Gólio Cepas
  - 88. Joaquim Fonseca
  - 89. Hélder Domingos
  - 90. Manuel Garcia
  - 91. Raúl Terebentino
  - 92. Tito Vitorino
- Sangalhos-Recer
  - 94. Belmiro Silva
  - 95. Carlos Moreira
  - 96. Carlos Marta
  - 97. José Sousa Santos
  - 98. Manuel A. Gomes
  - 99. Manuel Vilar
  - 100. Pedro Silva
  - 101. Isidro Miranda
  - 102. Anselmo Costa
- Ajacto-Morphy Richards
  - 103. António C. Araújo
  - 104. António P. Araújo
  - 105. Carlos Pereira
  - 106. Fernando Almeida
  - 107. José Fernandes
  - 108. José Leite
  - 109. Venceslau Fernandes

## Etapas
| Nº        | Dia          | Etapa                                                             | km       | Vencedor da etapa                                      | Camisola amarela                             |
| --------- | ------------ | ----------------------------------------------------------------- | -------- | ------------------------------------------------------ | -------------------------------------------- |
| Prólogo   | 24 de Julho  | Matosinhos - Matosinhos (C/R individual)                          | 7        | Manuel Cunha (Lousa-Trinaranjus-Akai)                  | Manuel Cunha (Lousa-Trinaranjus-Akai)        |
| 1ª etapa  | 25 de Julho  | Matosinhos - Marco de Canaveses                                   | 104      | Joaquim Fernandes (Garcia Joalheiro)                   | Manuel Cunha (Lousa-Trinaranjus-Akai)        |
| 2ª etapa  | 25 de Julho  | Marco de Canaveses - Régua                                        | 57       | Carlos Nunes (Torreense-Sicasal Carnes)                | Manuel Neves (Boavista-Zanussi)              |
| 3ª etapa  | 26 de Julho  | Régua - Mangualde (Alto da Senhora do Castelo)                    | 163      | Luís Cruz (Tavira-Stand Custódio-Bicicletas Esmaltina) | Cayn Theakston (Louletano-Construções FOL)   |
| 4ª etapa  | 27 de Julho  | Mangualde - Sangalhos                                             | 93       | Carlos Pereira (Ajacto-Morphy Richards)                | Cayn Theakston (Louletano-Construções FOL)   |
| 5ª etapa  | 28 de Julho  | Oliveira do Bairro - Bombarral                                    | 146      | Marcos Mazzaron (Pão de Açúcar-Caloi)                  | Cayn Theakston (Louletano-Construções FOL)   |
| 6ª etapa  | 29 de Julho  | Bombarral - Grândola                                              | 176      | Marco Chagas (Sporting-Laranjina C)                    | Cayn Theakston (Louletano-Construções FOL)   |
| 7ª etapa  | 30 de Julho  | Grândola - Monchique (Alto da Fóia)                               | 146      | Fernando Carvalho (Lousa-Trinaranjus-Akai)             | Cayn Theakston (Louletano-Construções FOL)   |
| 8ª etapa  | 31 de Julho  | Monchique - Vila Real de Santo António                            | 146      | Eugénio Passos (Boavista-Zanussi)                      | Cayn Theakston (Louletano-Construções FOL)   |
| 9ª etapa  | 31 de Julho  | Tavira - Tavira (C/R individual)                                  | 24       | Marco Chagas (Sporting-Laranjina C)                    | Cayn Theakston (Louletano-Construções FOL)   |
| 10ª etapa | 1 de Agosto  | Vila Real de Santo António - Évora                                | 205      | Rui Sevilha (Boavista-Zanussi)                         | Joaquim Salgado (Garcia Joalheiros)          |
| 11ª etapa | 2 de Agosto  | Évora - Termas de Monfortinho                                     | 260      | Jean-Jacques Philip (Fagor)                            | Joaquim Salgado (Garcia Joalheiros)          |
|           | 3 de Agosto  | Descanso                                                          | Descanso | Descanso                                               | Descanso                                     |
| 12ª etapa | 4 de Agosto  | Termas de Monfortinho - Manteigas                                 | 194      | Américo Silva (Lousa-Trinaranjus-Akai)                 | Cayn Theakston (Louletano-Construções FOL)   |
| 13ª etapa | 5 de Agosto  | Manteigas - Seia                                                  | 93       | Marco Chagas (Sporting-Laranjina C)                    | Cayn Theakston (Louletano-Construções FOL)   |
| 14ª etapa | 5 de Agosto  | Seia - Gouveia (C/R individual)                                   | 15       | Marco Chagas (Sporting-Laranjina C)                    | Cayn Theakston (Louletano-Construções FOL)   |
| 15ª etapa | 6 de Agosto  | Gouveia - Macedo de Cavaleiros                                    | 205      | Henri Abadie (Fagor)                                   | Benedito Ferreira (Torreense-Sicasal Carnes) |
| 16ª etapa | 7 de Agosto  | Macedo de Cavaleiros - Mondim de Basto (Alto da Senhora da Graça) | 150      | Carlos Moreira (Sangalhos-Recer)                       | Cayn Theakston (Louletano-Construções FOL)   |
| 17ª etapa | 8 de Agosto  | Mondim de Basto - Ponte de Lima                                   | 129      | Carlos Santos (Lousa-Trinaranjus-Akai)                 | Benedito Ferreira (Torreense-Sicasal Carnes) |
| 18ª etapa | 9 de Agosto  | Ponte de Lima - Praia da Amorosa                                  | 139      | Barnard Richard (Fagor)                                | Benedito Ferreira (Torreense-Sicasal Carnes) |
| 19ª etapa | 9 de Agosto  | Praia da Amorosa - Praia da Amorosa (C/R individual)              | 28       | António Pinto (Lousa-Trinaranjus-Akai)                 | Marco Chagas (Sporting-Laranjina C)          |
| 20ª etapa | 10 de Agosto | Praia da Amorosa - Póvoa de Varzim                                | 116      | José Santiago (Torreense-Sicasal Carnes)               | Marco Chagas (Sporting-Laranjina C)          |

## Classificações Finais

### Geral individual
| Lugar | Nome              | Nacionalidade | Equipa                   | Tempo       |
| ----- | ----------------- | ------------- | ------------------------ | ----------- |
| 01º   | Marco Chagas      | Portugal      | Sporting-Laranjina C     | 73h 50' 17" |
| 02º   | Benedito Ferreira | Portugal      | Torreense-Sicasal Carnes | + 15"       |
| 03º   | António Pinto     | Portugal      | Lousa-Trinaranjus-Akai   | + 1' 56"    |
| 04º   | Fernando Carvalho | Portugal      | Lousa-Trinaranjus-Akai   | + 1' 59"    |
| 05º   | Carlos Moreira    | Portugal      | Sangalhos-Recer          | + 2' 21"    |
| 06º   | Manuel Cunha      | Portugal      | Lousa-Trinaranjus-Akai   | + 2' 55"    |
| 07º   | Manuel Zeferino   | Portugal      | Lousa-Trinaranjus-Akai   | + 3' 01"    |
| 08º   | Manuel Correia    | Portugal      | Sporting-Laranjina C     | + 5' 15"    |
| 09º   | Manuel Neves      | Portugal      | Boavista-Zanussi         | + 5' 23"    |
| 10º   | Jacinto Paulinho  | Portugal      | Sporting-Laranjina C     | + 5' 59"    |

### Geral por equipas
| Lugar | Equipa                 | Tempo        |
| ----- | ---------------------- | ------------ |
| 1º    | Lousa-Trinaranjus-Akai | 221h 30' 19" |
| 2º    | Sporting-Laranjina C   | + 2' 44"     |
| 3º    | Boavista-Zanussi       | + 3' 34"     |

### Geral por Pontos
| Lugar | Nome          | Equipa                 | Pontos |
| ----- | ------------- | ---------------------- | ------ |
| 1º    | Carlos Santos | Lousa-Trinaranjus-Akai | 66     |
| 2º    | Marco Chagas  | Sporting-Laranjina C   | 45     |
| 3º    | Alexandre Rua | Sporting-Laranjina C   | 44     |

### Geral da Montanha
| Lugar | Nome              | Equipa                 | Pontos |
| ----- | ----------------- | ---------------------- | ------ |
| 1º    | Fernando Carvalho | Lousa-Trinaranjus-Akai | 93     |
| 2º    | Manuel Correia    | Sporting-Laranjina C   | 68     |
| 3º    | Marco Chagas      | Sporting-Laranjina C   | 51     |

### Outras classificações
Metas Volantes: Carlos Santos (Lousa-Trinaranjus-Akai), 31 pontos.
Combinado: Marco Chagas (Sporting-Laranjina C), 6 pontos
Juventude: Carlos Moreira (Sangalhos-Recer)

## Ciclistas
Partiram: 101; Desistiram: 51; Terminaram: 60.
Media: 36,306 km/h.